# Michel le Syrien
Michel le Syrien (syriaque : ܡܝܟܐܝܠ ܣܘܪܝܝܐ ; latin : Michael Syrus), dit aussi Michel le Grand (syriaque : ܡܝܟܐܝܠ ܪܒܐ), né à Mélitène en 1126 et mort le 7 novembre 1199, fut chroniqueur et patriarche de l'Église syriaque orthodoxe du 18 octobre 1166 jusqu'à sa mort.

## Biographie
À sa naissance, Mélitène appartenait au royaume turc des Danichmendides ; en 1142, quand ce royaume fut divisé en deux, elle devint même la capitale d'une principauté ; en 1178, celle-ci fut incorporée au sultanat de Roum. À proximité de la ville se trouvait le monastère jacobite de Mar Bar Sauma, qui servait de résidence patriarcale depuis le XIe siècle.
Michel appartenait à la vieille famille chrétienne des Qîndasî. Son père Elias était prêtre ; son oncle, le moine Athanase, devint évêque d'Anazarbe en Cilicie en 1136.
Il fut confié dès son enfance au monastère de Mar Bar Sauma, dont il devint archimandrite avant l'âge de trente ans. Il y fit réaliser d'importants travaux (adduction d'eau, tour de défense). Le 18 octobre 1166, âgé de quarante ans, il fut élu patriarche de l'Église jacobite, puis consacré en présence de vingt-huit évêques.
En 1168, il fit un pèlerinage à Jérusalem, puis séjourna un an à Antioche. Ces deux villes faisaient alors partie des États latins fondés au Proche-Orient par les croisés, et Michel établit d'excellentes relations avec les dignitaires occidentaux, notamment Amaury de Nesle, patriarche latin de Jérusalem. À son retour au monastère de Bar Sauma, à l'été 1169, il y tint un synode pour tenter de réformer l'Église, minée par la simonie.
L'empereur byzantin Manuel Ier Comnène tenta d'entrer en négociation avec lui pour la réunification des Églises. Mais Michel se méfiait beaucoup des Grecs : il refusa de se rendre à Constantinople à l'invitation de l'empereur ; il refusa même, à deux reprises, en 1170 et en 1172, de rencontrer personnellement son légat Théorianus, se faisant représenter par l'évêque Jean de Kaishoum, puis par son disciple Théodore Bar Wahboun. À trois lettres successives envoyées par l'empereur, il répondit simplement en réaffirmant les convictions monophysites de l'Église jacobite.
Vers 1174, Michel dut faire face à la fronde d'une partie des évêques de l'Église. Il fut d'autre part arrêté à deux reprises, par les hommes du préfet de Mardin et par ceux de l'émir de Mossoul, à l'instigation, déclare-t-il, d'évêques mutinés contre lui, mais il parvint à se tirer d'affaire. Les moines du couvent de Bar Sauma se rebellèrent en 1171 et en 1176.
Entre 1178 et 1180, il séjourna à nouveau dans les États latins, à Antioche et à Jérusalem. Invité par le pape Alexandre III à se rendre au troisième concile du Latran, il déclina l'invitation, mais participa quand même au concile par écrit, en rédigeant un long volume sur la doctrine des Albigeois, d'après la description qu'on lui en avait faite.
En 1180, son ancien disciple Théodore Bar Wahboun parvint à se faire élire patriarche à Amida et commença un schisme qui dura treize ans. L'usurpateur s'assura des partisans, notamment à Damas, Jérusalem, Mossoul et Mardin ; il séjourna à Hromgla auprès du catholicos arménien Grégoire IV, qui lui permit d'obtenir la reconnaissance officielle du prince Léon II de Petite-Arménie. Le schisme ne prit fin qu'à la mort de Théodore pendant l'été 1193.
Michel reçut le sultan Kiliç Arslan II à Mélitène en 1182 et eut avec lui des discussions cordiales. Il mourut le 7 novembre 1199 dans le monastère de Bar Sauma à l'âge de soixante-treize ans, après trente-trois ans de patriarcat.

## Œuvre
Michel est l'auteur d'un grand nombre d'ouvrages de littérature religieuse : sur la liturgie et les rituels, sur la doctrine de l'Église jacobite, sur son droit canonique, etc. Il a laissé aussi de nombreuses homélies. Mais ce qu'on retient surtout de lui est sa Chronique universelle, la plus ample compilation historiographique de toute la littérature en langue syriaque.
La version originale de l'œuvre est connue par un seul manuscrit, datant de 1598. Il a été retrouvé en 1887 dans l'église jacobite Saints-Pierre-et-Paul d'Édesse par Rahmani, qui fut plus tard patriarche d'Antioche de l'Église catholique syriaque ; il est mutilé, et les feuillets contenant les événements des années 1153-1163 et ceux des années 1165-1170 manquent ; il est actuellement conservé dans une boîte fermée dans la bibliothèque de l'église Saint-Georges d'Alep, et n'est pas accessible aux chercheurs. Ce manuscrit a été copié sur un autre plus ancien qui avait été lui-même copié sur le manuscrit autographe de l'auteur. Une copie en a été faite par le philologue français Jean-Baptiste Chabot, qui a publié le texte avec une traduction française, en quatre volumes, de 1899 à 1910.
Auparavant, la Chronique était connue par un abrégé en arménien réalisé en 1248 et dont il existe de nombreux manuscrits. D'autre part, une version arabe a été réalisée au XVIIIe siècle, en garshouni (arabe écrit en caractères syriaques) ; il en existe plusieurs manuscrits conservés dans des églises et monastères du Proche-Orient, et un qui se trouve à la British Library. Une version arabe ordinaire, mais incomplète, existe aussi dans un manuscrit de la bibliothèque du Vatican. Il faut ajouter que toute la partie du Chronicon Syriacum de Bar-Hebraeus qui court jusqu'à la fin du XIIe siècle est en fait un résumé de la Chronique de Michel le Syrien.
L'œuvre consiste en une histoire chronologique du monde depuis la Création jusqu'à l'époque de l'auteur. Elle est divisée en vingt-et-un livres subdivisés en chapitres portant ou non un titre. La présentation est faite sur une, deux ou trois colonne(s) : dans ce dernier cas, la première est consacrée à la succession des patriarches et des évêques, la seconde à la succession des empires, et la troisième aux événements.
Les sources sont mentionnées et parfois présentées : les six premiers livres, allant de la Création au règne de l'empereur  Constantin, sont essentiellement tirés de la Chronographie d'Eusèbe de Césarée ; pour les livres suivants, l'auteur s'inspire de la chronique perdue de l'évêque Jacques d'Édesse (mort en 708), continuateur d'Eusèbe, qu'il présente au livre 7, et qui est surtout connue par lui ; les livres 7 à 9 (de Constantin à la fin du règne de Justinien) reposent aussi sur les Histoires ecclésiastiques de Socrate de Constantinople, de Théodoret de Cyr, de Zacharie le Rhéteur et de Jean d'Éphèse ; pour la période entre l'avènement de Maurice (582) à la mort du calife al-Mutasim (842), c'est-à-dire de la fin du livre 10 au livre 12, la source principale est la Chronique perdue du patriarche Denys de Tell-Mahré (mort en 845), qui est connue aussi par Michel le Syrien ; les livres 13, 14 et moitié du 15 reprennent le texte de la Chronique de l'évêque Ignace de Mélitène (mort en 1094) ; ensuite, jusqu'au livre 18, il utilise comme sources, entre autres, les évêques Jean de Kaishoum et Denys d'Amida (morts en 1171), et Basile d'Édesse (mort en 1172). Les livres 19 à 21 racontent les événements contemporains et auxquels il a été souvent mêlé.

## Études
- Ephrem-Isa Yousif, Les Chroniqueurs syriaques, L'Harmattan, 2002.
- (en) William Wright, A Short History of Syriac Literature, Gorgias Press, 2001.
- Chronique de Michel le Syrien par J. B. Chabot :  Première édition 1899-1910 introduction, corrections et index ajoutés en 1924 ; réimpr. Bruxelles, 1963, et 2010.